# Coppa Italia 1986-1987
La Coppa Italia 1986-1987 è stata la 40ª edizione della manifestazione calcistica.
È iniziata il 24 agosto 1986 e si è conclusa il 13 giugno 1987.
La manifestazione è stata vinta per la terza volta dal Napoli, in finale contro l'Atalanta.
I partenopei si imposero vincendo tutte le tredici gare disputate (primato rimasto ancora ineguagliato) e abbinarono la vittoria in Coppa con quella in campionato, impresa fino ad allora riuscita solo al Torino e alla Juventus.
Inoltre, è da segnalare una curiosità: i primi tre cannonieri della competizione furono tutti giocatori del Napoli, ossia Giordano, Maradona e Carnevale.
La finale raggiunta dall'Atalanta, invece, fruttò ai bergamaschi la seconda iscrizione alla successiva Coppa delle Coppe (essendo peraltro retrocessa in B), poiché il Napoli era iscritto di diritto alla Coppa dei Campioni.
Fu l'unica competizione ufficiale disputata dal Palermo per la stagione 1986-87, in quanto, pochi giorni dopo la conclusione della prima fase, la squadra subì la radiazione e dovette fermarsi per l'intero anno calcistico. In ogni caso non aveva passato il turno, pertanto ottemperò regolarmente alla sua partecipazione alla coppa.

## Fase a gironi
Il sorteggio dei gironi fu effettuato a Milano il 23 luglio 1986: le prime 8 classificate del campionato 1985-86 furono "teste di serie" dei gruppi.

### Girone 1
| Squadra                                  | P.ti | G | V | N | P | GF | GS | DR |
| ---------------------------------------- | ---- | - | - | - | - | -- | -- | -- |
| 1. Empoli                                | 6    | 5 | 2 | 2 | 1 | 5  | 3  | +2 |
| 2. Casertana                             | 6    | 5 | 3 | 0 | 2 | 6  | 5  | +1 |
| 3. Como                                  | 6    | 5 | 1 | 4 | 0 | 6  | 5  | +1 |
| 4. Fiorentina                            | 5    | 5 | 1 | 3 | 1 | 4  | 4  | 0  |
| 5. Pescara                               | 4    | 5 | 1 | 2 | 2 | 4  | 6  | -2 |
| 6. Arezzo                                | 3    | 5 | 0 | 3 | 2 | 3  | 5  | -2 |
| La Casertana si qualifica per sorteggio. |      |   |   |   |   |    |    |    |

#### Risultati
| Arezzo 24 agosto 1986, ore 20:30 CEST 1ª giornata | Arezzo            | 0 – 0 referto | Empoli | Stadio Comunale (8 000 spett.)\| Arbitro: \| Bergamo (Livorno) \| |
| Arbitro:                                          | Bergamo (Livorno) |               |        |                                                                   |

| Arbitro: | Amendolia (Messina) |

|               |           |  |
| Petriello 57’ | Marcatori |  |

| Arbitro: | Coppetelli (Tivoli) |

|                  |           |                 |
| Berlinghieri 62’ | Marcatori | 2’ Corneliusson |

| Arbitro: | Cornieti (Forlì) |

|           |           |  |
| Ricci 13’ | Marcatori |  |

| Arbitro: | Lanese (Messina) |

|              |           |            |
| Mazzarri 27’ | Marcatori | 80’ Giunta |

| Pescara 27 agosto 1986, ore 20:45 CEST 2ª giornata | Pescara        | 0 – 0 referto | Fiorentina | Stadio Adriatico\| Arbitro: \| Boschi (Parma) \| |
| Arbitro:                                           | Boschi (Parma) |               |            |                                                  |

| Arbitro: | Acri (Novi Ligure) |

|                        |           |               |
| Giunta 15’ Todesco 59’ | Marcatori | 31’ Ianniello |

| Arbitro: | Frigerio (Milano) |

|            |           |  |
| Baiano 89’ | Marcatori |  |

| Arbitro: | Casarin (Milano) |

|             |           |             |
| Monelli 67’ | Marcatori | 58’ Mangoni |

| Arbitro: | Sguizzato (Verona) |

|            |           |                          |
| Ermini 87’ | Marcatori | 27’ (rig.) Notaristefano |

| Arbitro: | Fabricatore (Roma) |

|                                            |           |                     |
| Troise 29’ (rig.) Ricci 57’ Roccotelli 61’ | Marcatori | 81’ (rig.) Rebonato |

| Arbitro: | Longhi (Roma) |

|                 |           |              |
| Baggio 55’, 63’ | Marcatori | 58’ Casaroli |

| Arbitro: | Agnolin (Bassano del Grappa) |

|                   |           |        |
| Notaristefano 33’ | Marcatori | 5’ Pin |

| Arbitro: | Gava (Conegliano) |

|                                 |           |  |
| Morganti 41’ (aut.) Zennaro 51’ | Marcatori |  |

| Arbitro: | Scalise (Bologna) |

|                            |           |              |
| Pagano 10’ Ciarlantini 65’ | Marcatori | 69’ Pagliari |

### Girone 2
| Squadra      | P.ti | G | V | N | P | GF | GS | DR  |
| ------------ | ---- | - | - | - | - | -- | -- | --- |
| 1. Inter     | 9    | 5 | 4 | 1 | 0 | 14 | 5  | +9  |
| 2. Bologna   | 7    | 5 | 3 | 1 | 1 | 10 | 3  | +7  |
| 3. Udinese   | 6    | 5 | 3 | 0 | 2 | 8  | 7  | +1  |
| 4. Catanzaro | 5    | 5 | 2 | 1 | 2 | 11 | 9  | +2  |
| 5. Catania   | 3    | 5 | 1 | 1 | 3 | 5  | 11 | -6  |
| 6. Cavese    | 0    | 5 | 0 | 0 | 5 | 3  | 16 | -13 |

#### Risultati
| Arbitro: | Acri (Novi Ligure) |

|                    |           |               |
| Polenta 22’ (aut.) | Marcatori | 70’ Mandressi |

| Arbitro: | Paparesta (Bari) |

|                       |           |                                               |
| Passarella 71’ (aut.) | Marcatori | 20’ Ferri 74’ Rummenigge 90’ (rig.) Altobelli |

| Arbitro: | Leni (Perugia) |

|                |           |  |
| Barbadillo 59’ | Marcatori |  |

| Arbitro: | Nicchi (Arezzo) |

|                                  |           |  |
| Quaggiotto 18’ Pradella 59’, 84’ | Marcatori |  |

| Arbitro: | Pieri (Genova) |

|            |           |                                                           |
| Borghi 40’ | Marcatori | 10’ Passarella 35’ Piraccini 60’ Rummenigge 75’ Altobelli |

| Arbitro: | Tuveri (Cagliari) |

|                             |           |            |
| Soda 31’, 62’ Chiarella 51’ | Marcatori | 82’ Branca |

| Arbitro: | Novi (Pisa) |

|                                                    |           |  |
| Pradella 8’ Quaggiotto 11’ Galvani 25’ Musella 40’ | Marcatori |  |

| Arbitro: | Leni (Perugia) |

|                                                   |           |                      |
| Altobelli 9’ Passarella 36’ (rig.), 67’ Fanna 60’ | Marcatori | 55’ (rig.) Chiarella |

| Arbitro: | Di Cola (Avezzano) |

|                                |           |            |
| Storgato 5’ Galbagini 10’, 28’ | Marcatori | 4’ Accardi |

| Arbitro: | Agnolin (Bassano del Grappa) |

|              |           |              |
| Marocchi 43’ | Marcatori | 50’ Matteoli |

| Arbitro: | Baldi (Roma) |

|               |           |                            |
| De Simone 56’ | Marcatori | 12’ Zanone 68’ Tagliaferri |

| Arbitro: | Cornieti (Forlì) |

|                   |           |                                                             |
| Aiello 42’ (rig.) | Marcatori | 7’, 45’ Iacobelli 20’, 80’ (rig.) Chiarella 46’ (rig.) Soda |

| Arbitro: | Pucci (Firenze) |

|                           |           |  |
| Mandressi 49’ Braglia 60’ | Marcatori |  |

| Arbitro: | Amendolia (Messina) |

|             |           |                          |
| Benetti 18’ | Marcatori | 11’ Musella 85’ Nicolini |

| Arbitro: | Coppetelli (Tivoli) |

|                                            |           |           |
| Passarella 31’ (rig.) Altobelli 81’ (rig.) | Marcatori | 8’ Zanone |

### Girone 3
| Squadra      | P.ti | G | V | N | P | GF | GS | DR |
| ------------ | ---- | - | - | - | - | -- | -- | -- |
| 1. Juventus  | 8    | 5 | 4 | 0 | 1 | 10 | 3  | +7 |
| 2. Cremonese | 7    | 5 | 3 | 1 | 1 | 8  | 2  | +6 |
| 3. Sampdoria | 7    | 5 | 3 | 1 | 1 | 5  | 3  | +2 |
| 4. Lecce     | 3    | 5 | 1 | 1 | 3 | 3  | 5  | -2 |
| 5. Monza     | 3    | 5 | 1 | 1 | 3 | 2  | 7  | -5 |
| 6. Reggiana  | 2    | 5 | 0 | 2 | 3 | 2  | 10 | -8 |

#### Risultati
| Cremona 24 agosto 1986, ore 20:30 CEST 1ª giornata | Cremonese    | 0 – 0 referto | Sampdoria | Stadio Giovanni Zini (7 000 spett.)\| Arbitro: \| Baldi (Roma) \| |
| Arbitro:                                           | Baldi (Roma) |               |           |                                                                   |

| Arbitro: | Mattei (Macerata) |

|  |           |                 |
|  | Marcatori | 12’, 34’ Serena |

| Reggio Emilia 24 agosto 1986, ore 20:45 CEST 1ª giornata | Reggiana           | 0 – 0 referto | Monza | Stadio Mirabello (2 500 spett.)\| Arbitro: \| Di Cola (Avezzano) \| |
| Arbitro:                                                 | Di Cola (Avezzano) |               |       |                                                                     |

| Arbitro: | Vecchiatini (Bologna) |

|  |           |            |
|  | Marcatori | 5’ Bencina |

| Arbitro: | Coppetelli (Tivoli) |

|  |           |              |
|  | Marcatori | 22’ Briaschi |

| Arbitro: | Testa (Prato) |

|  |           |                        |
|  | Marcatori | 31’ (rig.), 68’ Vialli |

| Arbitro: | Pucci (Firenze) |

|                                           |           |  |
| Nicoletti 21’, 53’ Pelosi 76’ Finardi 80’ | Marcatori |  |

| Arbitro: | Baldas (Trieste) |

|                                           |           |                |
| Laudrup 5’ Serena 6’, 57’ Manfredonia 37’ | Marcatori | 55’ Tavaglione |

| Arbitro: | Lo Bello (Siracusa) |

|                  |           |  |
| Vialli 4’ (rig.) | Marcatori |  |

| Arbitro: | Leni (Perugia) |

|                                  |           |  |
| Manfredonia 45’ Torri 73’ (aut.) | Marcatori |  |

| Arbitro: | Lombardo (Marsala) |

|                   |           |  |
| Casiraghi 8’, 17’ | Marcatori |  |

| Arbitro: | Amendolia (Messina) |

|           |           |            |
| Tanzi 84’ | Marcatori | 39’ Panero |

| Arbitro: | Nicchi (Arezzo) |

|                                |           |  |
| Pelosi 1’, 53’ Albi 78’ (aut.) | Marcatori |  |

| Arbitro: | Bruschini (Firenze) |

|                       |           |  |
| Nobile 39’ Tacchi 68’ | Marcatori |  |

| Arbitro: | Pezzella (Frattamaggiore) |

|                       |           |            |
| Vialli 1’ Mannini 21’ | Marcatori | 41’ Scirea |

### Girone 4
| Squadra           | P.ti | G | V | N | P | GF | GS | DR |
| ----------------- | ---- | - | - | - | - | -- | -- | -- |
| 1. Parma          | 8    | 5 | 4 | 0 | 1 | 6  | 1  | +5 |
| 2. Milan          | 7    | 5 | 3 | 1 | 1 | 6  | 2  | +4 |
| 3. Sambenedettese | 5    | 5 | 2 | 1 | 2 | 2  | 2  | 0  |
| 4. Ascoli         | 5    | 5 | 2 | 1 | 2 | 5  | 6  | -1 |
| 5. Triestina      | 3    | 5 | 1 | 1 | 3 | 2  | 5  | -3 |
| 6. Barletta       | 2    | 5 | 1 | 0 | 4 | 2  | 7  | -5 |

#### Risultati
| Arbitro: | Sguizzato (Verona) |

|                   |           |  |
| Di Bartolomei 32’ | Marcatori |  |

| Arbitro: | Dal Forno (Ivrea) |

|                |           |  |
| Bortolazzi 77’ | Marcatori |  |

| Arbitro: | Pairetto (Torino) |

|                        |           |               |
| Romano 15’ Salvadè 83’ | Marcatori | 62’ Scarafoni |

| Arbitro: | Pucci (Firenze) |

|                         |           |               |
| Iachini 36’ Barbuti 58’ | Marcatori | 44’ Laraspata |

| Arbitro: | Bruschini (Firenze) |

|              |           |  |
| Di Nicola 8’ | Marcatori |  |

| Arbitro: | Bergamo (Livorno) |

|  |           |            |
|  | Marcatori | 85’ Virdis |

| Arbitro: | Lanese (Messina) |

|  |           |                               |
|  | Marcatori | 15’, 40’ Baresi 62’ Galderisi |

| Arbitro: | Sguizzato (Verona) |

|                          |           |  |
| Melli 17’ Bortolazzi 89’ | Marcatori |  |

| San Benedetto del Tronto 31 agosto 1986, ore 17:30 CEST 3ª giornata | Sambenedettese | 0 – 0 referto | Triestina | Stadio Riviera delle Palme (5 000 spett.)\| Arbitro: \| Testa (Prato) \| |
| Arbitro:                                                            | Testa (Prato)  |               |           |                                                                          |

| Arbitro: | Bergamo (Livorno) |

|              |           |  |
| Vincenzi 57’ | Marcatori |  |

| Arbitro: | Novi (Pisa) |

|                 |           |  |
| Doto 45’ (rig.) | Marcatori |  |

| Arbitro: | Luci (Firenze) |

|  |           |             |
|  | Marcatori | 9’ Fontolan |

| Arbitro: | Redini (Pisa) |

|               |           |                   |
| Trifunović 8’ | Marcatori | 83’ (rig.) Baresi |

| Arbitro: | Felicani (Bologna) |

|            |           |  |
| Annoni 27’ | Marcatori |  |

| Arbitro: | Lamorgese (Potenza) |

|  |           |                          |
|  | Marcatori | 73’ Bortolazzi 79’ Melli |

### Girone 5
| Squadra              | P.ti | G | V | N | P | GF | GS | DR |
| -------------------- | ---- | - | - | - | - | -- | -- | -- |
| 1. Napoli            | 10   | 5 | 5 | 0 | 0 | 10 | 2  | +8 |
| 2. Lazio             | 6    | 5 | 2 | 2 | 1 | 8  | 3  | +5 |
| 3. Cesena            | 6    | 5 | 2 | 2 | 1 | 3  | 3  | 0  |
| 4. Lanerossi Vicenza | 3    | 5 | 0 | 3 | 2 | 3  | 5  | -2 |
| 5. Taranto           | 3    | 5 | 1 | 1 | 3 | 1  | 7  | -6 |
| 6. SPAL              | 2    | 5 | 0 | 2 | 3 | 1  | 6  | -5 |

#### Risultati
| Rimini 24 agosto 1986, ore 20:30 CEST 1ª giornata | Cesena         | 0 – 0 referto | Lazio | Stadio Romeo Neri (2 000 spett.)\| Arbitro: \| Luci (Firenze) \| |
| Arbitro:                                          | Luci (Firenze) |               |       |                                                                  |

| Arbitro: | Frigerio (Milano) |

|  |           |              |
|  | Marcatori | 25’ Paolucci |

| Arbitro: | Longhi (Roma) |

|  |           |                        |
|  | Marcatori | 43’ Bagni 69’ Maradona |

| Vicenza 27 agosto 1986, ore 20:45 CEST 2ª giornata | Lanerossi Vicenza   | 0 – 0 referto | Cesena | Stadio Romeo Menti\| Arbitro: \| Amendolia (Messina) \| |
| Arbitro:                                           | Amendolia (Messina) |               |        |                                                         |

| Arbitro: | Redini (Pisa) |

|  |           |                            |
|  | Marcatori | 27’ Carnevale 36’ Maradona |

| Ferrara 27 agosto 1986, ore 20:30 CEST 2ª giornata | SPAL              | 0 – 0 referto | Taranto | Stadio Paolo Mazza\| Arbitro: \| Dal Forno (Ivrea) \| |
| Arbitro:                                           | Dal Forno (Ivrea) |               |         |                                                       |

| Arbitro: | Tuveri (Cagliari) |

|              |           |  |
| Righetti 61’ | Marcatori |  |

| Arbitro: | Tarallo (Como) |

|            |           |          |
| Rondon 68’ | Marcatori | 37’ Poli |

| Arbitro: | Pieri (Genova) |

|  |           |               |
|  | Marcatori | 72’ De Napoli |

| Arbitro: | Testa (Prato) |

|                          |           |  |
| Podavini 22’, 35’ (rig.) | Marcatori |  |

| Arbitro: | Magni (Bergamo) |

|                       |           |            |
| Muro 54’ Giordano 73’ | Marcatori | 82’ Rondon |

| Arbitro: | Baldas (Trieste) |

|  |           |                  |
|  | Marcatori | 29’ (aut.) Rocca |

| Arbitro: | Vecchiatini (Bologna) |

|                                                             |           |  |
| Piscedda 3’ Acerbis 10’ Fiorini 22’, 70’ Goletti 27’ (aut.) | Marcatori |  |

| Arbitro: | Leni (Perugia) |

|                                      |           |              |
| Carnevale 24’ Maradona 53’ Bagni 73’ | Marcatori | 10’ Simonini |

| Arbitro: | Di Cola (Avezzano) |

|                |           |             |
| Fermanelli 62’ | Marcatori | 22’ Carotti |

### Girone 6
| Squadra                | P.ti | G | V | N | P | GF | GS | DR |
| ---------------------- | ---- | - | - | - | - | -- | -- | -- |
| 1. Atalanta            | 7    | 5 | 2 | 3 | 0 | 8  | 4  | +4 |
| 2. Brescia             | 7    | 5 | 3 | 1 | 1 | 4  | 2  | +2 |
| 3. Virescit Boccaleone | 5    | 5 | 2 | 1 | 2 | 7  | 4  | +3 |
| 4. Genoa               | 5    | 5 | 1 | 3 | 1 | 5  | 5  | 0  |
| 5. Messina             | 5    | 5 | 2 | 1 | 2 | 6  | 7  | -1 |
| 6. Palermo             | 1    | 5 | 0 | 1 | 4 | 1  | 9  | -8 |

#### Risultati
| Arbitro: | Bruschini (Firenze) |

|                                   |           |           |
| Nunziata 1’ (aut.) Incocciati 11’ | Marcatori | 62’ Carlo |

| Arbitro: | Gava (Conegliano) |

|                |           |  |
| De Giorgis 17’ | Marcatori |  |

| Arbitro: | Tuveri (Cagliari) |

|              |           |               |
| Cipriani 53’ | Marcatori | 72’ Tarantino |

| Arbitro: | Fabricatore (Roma) |

|                           |           |                      |
| Policano 15’ Cipriani 18’ | Marcatori | 80’ (rig.) Bonometti |

| Arbitro: | Baldi (Roma) |

|  |           |                                        |
|  | Marcatori | 7’ Incocciati 83’ Barcella 85’ Francis |

| Arbitro: | Scalise (Bologna) |

|                                 |           |  |
| Cambiaghi 15’ Napoli 60’ (aut.) | Marcatori |  |

| Bergamo 31 agosto 1986, ore 20:30 CEST 3ª giornata | Atalanta                  | 0 – 0 referto | Genoa | Stadio Comunale (15 000 spett.)\| Arbitro: \| Pezzella (Frattamaggiore) \| |
| Arbitro:                                           | Pezzella (Frattamaggiore) |               |       |                                                                            |

| Arbitro: | Cornieti (Forlì) |

|             |           |  |
| Piovani 67’ | Marcatori |  |

| Arbitro: | Vecchiatini (Bologna) |

|            |           |  |
| Napoli 37’ | Marcatori |  |

| Arbitro: | Nicchi (Arezzo) |

|            |           |               |
| Domini 16’ | Marcatori | 40’ Tamellini |

| Arbitro: | Boschi (Parma) |

|                                   |           |                                         |
| Orati 18’ Gobbo 51’ Schillaci 63’ | Marcatori | 57’ Magrin 64’ Cantarutti 69’ Strömberg |

| Arbitro: | Mattei (Macerata) |

|  |           |             |
|  | Marcatori | 64’ Zoratto |

| Brescia 7 settembre 1986, ore 20:30 CEST 5ª giornata | Brescia          | 0 – 0 referto | Atalanta | Stadio Mario Rigamonti\| Arbitro: \| Casarin (Milano) \| |
| Arbitro:                                             | Casarin (Milano) |               |          |                                                          |

| Arbitro: | Luci (Firenze) |

|                         |           |                 |
| Schillaci 64’ Gobbo 87’ | Marcatori | 80’ Spallarossa |

| Arbitro: | Dal Forno (Ivrea) |

|                                       |           |  |
| Monti 56’ Fortunato 68’ Cambiaghi 71’ | Marcatori |  |

### Girone 7
| Squadra     | P.ti | G | V | N | P | GF | GS | DR |
| ----------- | ---- | - | - | - | - | -- | -- | -- |
| 1. Torino   | 7    | 5 | 2 | 3 | 0 | 6  | 3  | +3 |
| 2. Cagliari | 6    | 5 | 1 | 4 | 0 | 5  | 4  | +1 |
| 3. Avellino | 6    | 5 | 2 | 2 | 1 | 5  | 5  | 0  |
| 4. Siena    | 5    | 5 | 2 | 1 | 2 | 3  | 2  | +1 |
| 5. Modena   | 3    | 5 | 0 | 3 | 2 | 3  | 5  | -2 |
| 6. Pisa     | 3    | 5 | 1 | 1 | 3 | 4  | 7  | -3 |

#### Risultati
| Arbitro: | Magni (Bergamo) |

|                               |           |                    |
| Maritozzi 12’ Bergamaschi 17’ | Marcatori | 15’ Comi 83’ Kieft |

| Arbitro: | Baldas (Trieste) |

|                            |           |                            |
| Bernazzani 24’ Mariani 28’ | Marcatori | 76’ Rabitti 90’ Piacentini |

| Arbitro: | Fabricatore (Roma) |

|                             |           |  |
| Ravazzolo 68’ Pederzoli 72’ | Marcatori |  |

| Arbitro: | Tarallo (Como) |

|            |           |               |
| Frutti 41’ | Marcatori | 74’ Montesano |

| Arbitro: | Casarin (Milano) |

|                |           |                    |
| Bernazzani 63’ | Marcatori | 36’, 80’ Tovalieri |

| Arbitro: | Gava (Conegliano Veneto) |

|                  |           |  |
| Kieft 45’ (rig.) | Marcatori |  |

| Arbitro: | Lombardo (Marsala) |

|               |           |               |
| Tovalieri 67’ | Marcatori | 71’ Maritozzi |

| Modena 31 agosto 1986, ore 20:45 CEST 3ª giornata | Modena           | 0 – 0 referto | Torino | Stadio Alberto Braglia (11 000 spett.)\| Arbitro: \| Paparesta (Bari) \| |
| Arbitro:                                          | Paparesta (Bari) |               |        |                                                                          |

| Arbitro: | Boschi (Parma) |

|  |           |                 |
|  | Marcatori | 57’ Giovannelli |

| Arbitro: | Lamorgese (Potenza) |

|             |           |  |
| Zandonà 70’ | Marcatori |  |

| Cagliari 3 settembre 1986, ore 20:45 CEST 4ª giornata | Cagliari           | 0 – 0 referto | Siena | Stadio Sant'Elia\| Arbitro: \| Felicani (Bologna) \| |
| Arbitro:                                              | Felicani (Bologna) |               |       |                                                      |

| Arbitro: | Coppetelli (Tivoli) |

|  |           |                             |
|  | Marcatori | 51’ (rig.) Comi 61’ Dossena |

| Arbitro: | Mattei (Macerata) |

|                 |           |  |
| Bergamaschi 27’ | Marcatori |  |

| Arbitro: | Tuveri (Cagliari) |

|  |           |            |
|  | Marcatori | 61’ Nuccio |

| Arbitro: | Baldi (Roma) |

|                  |           |                    |
| Kieft 29’ (rig.) | Marcatori | 71’ (rig.) Colomba |

### Girone 8
| Squadra       | P.ti | G | V | N | P | GF | GS | DR |
| ------------- | ---- | - | - | - | - | -- | -- | -- |
| 1. Verona     | 9    | 5 | 4 | 1 | 0 | 8  | 2  | +6 |
| 2. Roma       | 7    | 5 | 3 | 1 | 1 | 8  | 3  | +5 |
| 3. Piacenza   | 5    | 5 | 1 | 3 | 1 | 6  | 7  | -1 |
| 4. Bari       | 4    | 5 | 1 | 2 | 2 | 3  | 4  | -1 |
| 5. Campobasso | 3    | 5 | 0 | 3 | 2 | 0  | 5  | -5 |
| 6. Perugia    | 2    | 5 | 0 | 2 | 3 | 2  | 6  | -4 |

#### Risultati
| Arbitro: | Tarallo (Como) |

|                    |           |  |
| Madonna 25’ (rig.) | Marcatori |  |

| Arbitro: | Pezzella (Frattamaggiore) |

|                                           |           |  |
| Conti 11’ Ancelotti 43’ Boniek 80’ (rig.) | Marcatori |  |

| Arbitro: | Novi (Pisa) |

|              |           |  |
| Fontolan 60’ | Marcatori |  |

| Arbitro: | Pairetto (Torino) |

|  |           |               |
|  | Marcatori | Rossi 12’ 45’ |

| Arbitro: | Mattei (Macerata) |

|  |           |                        |
|  | Marcatori | 38’ Cowans 50’ Roselli |

| Arbitro: | Magni (Bergamo) |

|                                |           |                                              |
| Madonna 51’ (rig.), 75’ (rig.) | Marcatori | 18’ Agostini 33’ (rig.), 43’ Boniek 76’ Oddi |

| Arbitro: | Redini (Pisa) |

|              |           |                                    |
| Armenise 24’ | Marcatori | De Agostini 5’ Rossi 37’ Verza 54’ |

| Campobasso 31 agosto 1986, ore 17:00 CEST 3ª giornata | Campobasso         | 0 – 0 referto | Piacenza | Stadio Vecchio Romagnoli\| Arbitro: \| Felicani (Bologna) \| |
| Arbitro:                                              | Felicani (Bologna) |               |          |                                                              |

| Arbitro: | Luci (Firenze) |

|                  |           |  |
| Boniek 8’ (rig.) | Marcatori |  |

| Bari 3 settembre 1986, ore 20:30 CEST 4ª giornata | Bari              | 0 – 0 referto | Roma | Stadio Comunale\| Arbitro: \| Pairetto (Torino) \| |
| Arbitro:                                          | Pairetto (Torino) |               |      |                                                    |

| Perugia 3 settembre 1986, ore 20:45 CEST 4ª giornata | Perugia           | 0 – 0 referto | Campobasso | Stadio Renato Curi\| Arbitro: \| Scalise (Bologna) \| |
| Arbitro:                                             | Scalise (Bologna) |               |            |                                                       |

| Arbitro: | Frigerio (Milano) |

|             |           |              |
| Pacione 31’ | Marcatori | 59’ Tomasoni |

| Campobasso 7 settembre 1986, ore 17:00 CEST 5ª giornata | Campobasso       | 0 – 0 referto | Bari | Stadio Vecchio Romagnoli\| Arbitro: \| Baldas (Trieste) \| |
| Arbitro:                                                | Baldas (Trieste) |               |      |                                                            |

| Arbitro: | Acri (Novi Ligure) |

|                                      |           |                        |
| Madonna 23’ (rig.) Roccatagliata 45’ | Marcatori | 12’ Boccia 73’ Vinceti |

| Arbitro: | Paparesta (Bari) |

|             |           |  |
| Volpati 39’ | Marcatori |  |

## Fase a eliminazione diretta

### Ottavi di finale
| Squadra 1 | Totale          | Squadra 2 | Andata | Ritorno |
| --------- | --------------- | --------- | ------ | ------- |
| Atalanta  | 2 - 1           | Casertana | 2 - 1  | 0 - 0   |
| Cagliari  | 1 - 0           | Torino    | 1 - 0  | 0 - 0   |
| Empoli    | 0 - 3           | Inter     | 0 - 2  | 0 - 1   |
| Juventus  | 2 - 0           | Lazio     | 0 - 0  | 2 - 0   |
| Milan     | 0 - 1           | Parma     | 0 - 1  | 0 - 0   |
| Napoli    | 6 - 0           | Brescia   | 3 - 0  | 3 - 0   |
| Roma      | 3 - 3 (gfc)     | Bologna   | 2 - 2  | 1 - 1   |
| Verona    | 0 - 0 (3-4 dcr) | Cremonese | 0 - 0  | 0 - 0   |

#### Andata
| Arbitro: | Gava (Conegliano) |

|                        |           |             |
| Progna 11’ Francis 76’ | Marcatori | 32’ Genzano |

| Arbitro: | Fabricatore (Roma) |

|               |           |  |
| Maritozzi 27’ | Marcatori |  |

| Arbitro: | Coppetelli (Tivoli) |

|  |           |                         |
|  | Marcatori | 15’ Altobelli 82’ Fanna |

| Torino 25 febbraio 1987, ore 15:00 CET | Juventus         | 0 – 0 referto | Lazio | Stadio Comunale Vittorio Pozzo\| Arbitro: \| Paparesta (Bari) \| |
| Arbitro:                               | Paparesta (Bari) |               |       |                                                                  |

| Arbitro: | Baldas (Trieste) |

|  |           |                |
|  | Marcatori | 82’ Bortolazzi |

| Arbitro: | Redini (Pisa) |

|                                    |           |  |
| Maradona 17’ Muro 56’ Giordano 73’ | Marcatori |  |

| Arbitro: | Leni (Perugia) |

|                          |           |                             |
| Di Carlo 2’ Giannini 67’ | Marcatori | 30’ Stringara 33’ Marronaro |

| Verona 25 febbraio 1987, ore 18:15 CET | Verona         | 0 – 0 referto | Cremonese | Stadio Marcantonio Bentegodi\| Arbitro: \| Boschi (Parma) \| |
| Arbitro:                               | Boschi (Parma) |               |           |                                                              |

#### Ritorno
| Caserta 8 aprile 1987, ore 17:45 CEST | Casertana           | 0 – 0 referto | Atalanta | Stadio Alberto Pinto (8 000 spett.)\| Arbitro: \| Lamorgese (Potenza) \| |
| Arbitro:                              | Lamorgese (Potenza) |               |          |                                                                          |

| Torino 8 aprile 1987, ore 20:30 CEST | Torino            | 0 – 0 referto | Cagliari | Stadio Comunale Vittorio Pozzo (7 202 spett.)\| Arbitro: \| Frigerio (Milano) \| |
| Arbitro:                             | Frigerio (Milano) |               |          |                                                                                  |

| Arbitro: | Cornieti (Forlì) |

|              |           |  |
| Tardelli 88’ | Marcatori |  |

| Arbitro: | Mattei (Macerata) |

|  |           |                     |
|  | Marcatori | 70’ Buso 78’ Serena |

| Parma 8 aprile 1987, ore 20:30 CEST | Parma               | 0 – 0 referto | Milan | Stadio Ennio Tardini (10 000 spett.)\| Arbitro: \| Lo Bello (Siracusa) \| |
| Arbitro:                            | Lo Bello (Siracusa) |               |       |                                                                           |

| Arbitro: | Baldas (Trieste) |

|  |           |                                 |
|  | Marcatori | 47’ Carnevale 69’, 76’ Giordano |

| Arbitro: | Pairetto (Torino) |

|              |           |              |
| Pradella 75’ | Marcatori | 88’ Giannini |

| Arbitro: | Fabricatore (Roma) |

|                                              |                      |                                              |
| Nicoletti Bongiorni Chiorri Citterio Bencina | Tiri di rigore 4 – 3 | Elkjaer De Agostini Tricella Gasparini Verza |

### Quarti di finale
| Squadra 1 | Totale          | Squadra 2 | Andata | Ritorno |
| --------- | --------------- | --------- | ------ | ------- |
| Atalanta  | 1 - 0           | Parma     | 1 - 0  | 0 - 0   |
| Cagliari  | 3 - 3 (gfc)     | Juventus  | 1 - 1  | 2 - 2   |
| Cremonese | 2 - 2 (5-3 dtr) | Inter     | 1 - 1  | 1 - 1   |
| Napoli    | 7 - 2           | Bologna   | 3 - 0  | 4 - 2   |

#### Andata
| Arbitro: | Coppetelli (Tivoli) |

|            |           |  |
| Magrin 65’ | Marcatori |  |

| Arbitro: | Longhi (Roma) |

|            |           |             |
| Marchi 31’ | Marcatori | 37’ Vignola |

| Arbitro: | Bergamo (Livorno) |

|              |           |                |
| Lombardo 30’ | Marcatori | 82’ Mandorlini |

| Arbitro: | Paparesta (Bari) |

|                                         |           |  |
| Giordano 44’ Carnevale 61’ Maradona 86’ | Marcatori |  |

#### Ritorno
| Parma 6 maggio 1987, ore 20:30 CEST | Parma             | 0 – 0 referto | Atalanta | Stadio Ennio Tardini\| Arbitro: \| Mattei (Macerata) \| |
| Arbitro:                            | Mattei (Macerata) |               |          |                                                         |

| Arbitro: | Sguizzato (Verona) |

|                       |           |                           |
| Soldà 33’ Platini 60’ | Marcatori | 27’ Bergamaschi 83’ Piras |

| Arbitro: | Baldas (Trieste) |

|                                    |                      |                                       |
| Ciocci 51’                         | Marcatori            | 8’ Bongiorni                          |
| Mandorlini Matteoli Baresi Garlini | Tiri di rigore 2 – 4 | Nicoletti Bongiorni Citterio Lombardo |

| Arbitro: | Magni (Bergamo) |

|                            |           |                                                      |
| Marocchi 36’ Marronaro 87’ | Marcatori | 55’ Caffarelli 61’, 89’ Giordano 72’ (rig.) Maradona |

### Semifinali
| Squadra 1 | Totale | Squadra 2 | Andata | Ritorno |
| --------- | ------ | --------- | ------ | ------- |
| Atalanta  | 2 - 0  | Cremonese | 2 - 0  | 0 - 0   |
| Cagliari  | 1 - 5  | Napoli    | 0 - 1  | 1 - 4   |

#### Andata
| Arbitro: | Casarin (Milano) |

|                     |           |  |
| Incocciati 75’, 82’ | Marcatori |  |

| Arbitro: | Pairetto (Torino) |

|  |           |              |
|  | Marcatori | 77’ Maradona |

#### Ritorno
| Cremona 3 giugno 1987, ore 21:00 CEST | Cremonese        | 0 – 0 referto | Atalanta | Stadio Giovanni Zini (8 000 spett.)\| Arbitro: \| Paparesta (Bari) \| |
| Arbitro:                              | Paparesta (Bari) |               |          |                                                                       |

| Arbitro: | Luci (Firenze) |

|                                          |           |                   |
| Carnevale 22’ Giordano 24’, 42’ Muro 68’ | Marcatori | 36’ (aut.) Romano |

### Finale
| Squadra 1 | Totale | Squadra 2 | Andata | Ritorno |
| --------- | ------ | --------- | ------ | ------- |
| Napoli    | 4 - 0  | Atalanta  | 3 - 0  | 1 - 0   |

#### Andata
| Arbitro: | Redini (Pisa) |

| |            | |
| Renica 67’ Muro 71’ Bagni 77’ | Marcatori  | |
| Claudio Garella Ciro Ferrara Giuseppe Volpecina (88' Tebaldo Bigliardi) Salvatore Bagni Moreno Ferrario Alessandro Renica Luciano Sola (59' Ciro Muro) Francesco Romano Bruno Giordano Diego Armando Maradona Andrea Carnevale (81' Luigi Caffarelli) | Formazioni | Ottorino Piotti Gianpaolo Rossi (81' Aldo Cantarutti) Carmine Gentile Cesare Prandelli Costanzio Barcella Domenico Progna Glenn Strömberg Walter Bonacina Giuseppe Incocciati (84' Luigino Pasciullo) Marino Magrin Giuseppe Compagno (52' Bruno Limido) |
| Ottavio Bianchi | Allenatori | Nedo Sonetti |

#### Ritorno
| Arbitro: | Longhi (Roma) |

| |            | |
| | Marcatori  | 85’ Giordano |
| Ottorino Piotti Gianpaolo Rossi (75' Eugenio Perico) Carmine Gentile Andrea Icardi Costanzio Barcella Domenico Progna Glenn Peter Strömberg Walter Bonacina Giuseppe Compagno Marino Magrin Bruno Limido (54' Aldo Cantarutti) | Formazioni | Claudio Garella Ciro Ferrara Giuseppe Volpecina (46' Giuseppe Bruscolotti) Salvatore Bagni Tebaldo Bigliardi Moreno Ferrario Andrea Carnevale (60' Ciro Muro) Fernando De Napoli (75' Luigi Caffarelli) Bruno Giordano Diego Armando Maradona Francesco Romano |
| Nedo Sonetti | Allenatori | Ottavio Bianchi |